# Casamento de Sonho
Casamento de Sonho foi um reality show da TVI, que consistia em disputar 14 casais para ver quais deles é o vencedor. O vencedor ganhou 100.000€, o casamento e a lua de mel. O reality-show era apresentado por Júlia Pinheiro.
Os vencedores foram Bruno e Magali.

## Um Casamento de Sonho e muitos outros Prémios
Cantando e Dançando Por um Casamento de Sonho foi um reality show da TVI.
Neste programa, os protagonistas eram catorze pares de noivos que já descobriram o amor das suas vidas mas que procuram ainda realizar o casamento com que sempre sonharam.
Para tal, irão pôr à prova o seu talento e a sua criatividade. Uns irão subir ao palco para cantar e dançar, e outros vão realizar provas de vários géneros. O objectivo é ganhar prémios como nunca imaginaram: o tão ambicionado casamento, uma lua-de-mel inesquecível e ainda, 100.000 euros em dinheiro!

## Catorze Celebridades Apadrinham os Noivos
Num cenário maravilhoso, catorze dos noivos vão trazer até si toda a beleza, fervor e entusiasmo com que irão lutar para alcançar o primeiro lugar neste programa, embalados pelas mais bonitas canções de amor e ao ritmo de valsas, tcha-tcha-tcha e boleros.
Mas os nossos noivos não vão estar sozinhos neste grande desafio. Nem irão cantar e dançar um com o outro. Porque a cantar e a dançar com cada noivo ou noiva, irá estar uma figura pública, alguém conhecido e querido dos telespectadores, que irá ser o seu par durante todo o programa. Serão catorze celebridades que, com o seu empenho e talento, darão o seu melhor para fazer com que o seu par alcance o primeiro lugar e realize assim o casamento com que sempre sonhou!

## A Casa do Amor
Os outros catorze noivos que não actuam em palco, irão viver numa casa, chamada Casa do Amor, durante o decurso de todo o programa.
A partir da Casa do Amor poderemos seguir, diariamente, o quotidiano destes noivos, assistindo à forma como se relacionam, às rivalidades e amizades que vão surgindo e às saudades que sentem do seu amor.

## As Sogras e as Provas de Amor
Mas esperar e torcer pelo seu amado não vai ser a única tarefa destes catorze noivos a viver na Casa. Também eles terão que demonstrar o seu amor ultrapassando os obstáculos que lhe irão ser colocados por três Sogras através das chamadas Provas de Amor.
As Sogras, senhoras de um feitio desconfiado, vão exigir que os noivos residentes na Casa provem o amor que dizem sentir, através de difíceis desafios físicos e outros.
E a classificação obtida nestas Provas de Amor vai ter consequências importantes para as hipóteses de chegar à final já que todas as semanas, cada Prova de Amor superada pelo noivo residente representa mais 5 pontos a somar à pontuação obtida pelo noivo que actua nas Galas, enquanto a não superação dessa mesma Prova significará a perda de 5 pontos.
Por isso, as prestações nas Provas de Amor são também uma etapa fundamental para que os casais de noivos possam alcançar o primeiro lugar e consequentemente o seu casamento de sonho!

## Os Noivos Residentes e a “Vergonha da Casa”
Mas também o comportamento dos noivos na Casa vai ser alvo de avaliação e de classificação. Por quem? Pelos restantes noivos residentes.
Em cada Gala, todos os noivos residentes vão poder votar, um a um, e isoladamente, no residente que acham que se portou pior durante a semana. É o chamado voto “Vergonha da Casa” e o residente que for mais votado pelos seus companheiros de Casa, vai fazer com que, no final da Gala, sejam subtraídos 5 pontos à pontuação obtida pelo seu noivo.

## O Júri e o Sistema de Votação
Em Cantando e Dançando Por um Casamento de Sonho existe um Júri, composto por quatro figuras pertencentes ao mundo do espectáculo, personalidades bem conhecidas dos telespectadores, cuja missão é avaliar o desempenho e a evolução dos pares concorrentes.
Ao longo das várias emissões do programa, o júri vota, pontuando as actuações dos concorrentes. No entanto, em cada uma das Galas, um destes quatro jurados será detentor do chamado “voto secreto”, ou seja, tal como os seus companheiros, este jurado avalia e vota mas o seu voto permanece secreto até ao final da Gala. Só no momento da divulgação da pontuação final é que ficaremos a saber quantos pontos é que ele atribuiu a cada par.
Da soma dos votos expressos do júri com os votos secretos teremos a pontuação total obtida por cada par e, consequentemente, ficaremos a conhecer o vencedor e também os dois últimos classificados.
Na Gala seguinte, estes dois últimos classificados irão ter uma actuação especial chamada “Duelo”. Uma prova de canto ou de dança, particularmente exigente, que será o elemento fundamental para o público decidir qual dos dois pares vai expulsar.

## A Votação do Público
A partir do momento em que são conhecidos os dois últimos classificados entra em cena o público, já que é ele que tem na mão a decisão final sobre quem permanece no programa e quem irá ser expulso. Como? Mediante votação telefónica. Através dos seus votos expressos por telefone, os telespectadores vão ser, também eles, um elemento fundamental deste programa chamando a si a decisão final de quem permanece no programa e de quem é expulso.
Emocionante e arrebatador, neste novo programa da TVI vamos poder seguir o destino destes noivos apaixonados e a sua luta para conseguir ganhar o Casamento com que sempre sonharam.
Do primeiro programa até à Grande Final, música, dança, canções e muito talento vão cruzar-se diariamente e nas noites de Domingo da TVI.

## Concorrentes e Padrinhos
A acompanhar cada casal, está o padrinho ou madrinha que são os seguintes:
- Rui e Tânia apadrinhados por Carla Andrino;
- Ricardo e Joana apadrinhados por Helena Laureano;
- Bruno e Magali apadrinhados por Isaac Alfaiate;
- Hugo e Denise apadrinhados por Rita Salema;
- Fábio e Paula apadrinhados por Marina Rodrigues;
- Eduardo e Catarina apadrinhados por Gonçalo Diniz;
- David e Ana apadrinhados por José Carlos Pereira;
- Nuno e Angélica apadrinhados por Núria Madruga;
- Rui e Natacha apadrinhados por Nuno Homem de Sá;
- Sérgio e Catarina apadrinhados por Pedro Giestas;
- Tony e Ana apadrinhados por Maria João Abreu;
- João e Tânia apadrinhados por João Cajuda;
- Eduardo e Inês apadrinhados por Marta Aragão Pinto;
- Paulo e Diana apadrinhados por Filipe Gaidão

## Audiências
Cantando e Dançando Por um Casamento de Sonho esteve no ar entre as 21:20 e as 24:53 e registou 11.8% de audiência média e 38.1% de share.
Foi o programa mais visto da noite de ano novo, com mais 937 mil espectadores, registando um share de 37,9.